# لسان الثور المصري
لسان الثور المصري (باللاتينية: Anchusa aegyptiaca) نوع نباتي يتبع جنس لسان الثور من الفصيلة الحِمحِمية.

## البيئة والانتشار
موطنه النصف الشرقي لحوض البحر الأبيض المتوسط، حيث ينتشر في المشرق العربي ووادي النيل وشرق المغرب العربي وتركيا واليونان وقبرص.

## مرادفات للاسم العلمي
- (باللاتينية: Lycopsis aegyptiaca L.)